# Kōzō Mio
 (mars 2021).
Le contenu est difficilement compréhensible vu les erreurs de traduction, qui sont peut-être dues à l'utilisation d'un logiciel de traduction automatique.
Kōzō Mio (三尾 公三, Mio Kōzō) est un peintre de style occidental japonais.

## Biographie
Kōzō Mio est né à Nagoya en 1924. L'artiste contemporain international (peintre, graveur, illustrateur) qui a broght la nouvelle vague dans un tableau de concret japonais par un tableau de fantaisie ressemblant à une image de l'aérographe technique. Son œuvre est très familière au Japon, son œuvre a été utilisée comme couverture du magazine "Focus" jusqu'en 1989 depuis sa première publication en 1956. Il étudiait la peinture classique japonaise à l'École municipale des Beaux-Arts de Kyoto, il a commencé par peindre à l'huile et, au début de sa carrière, peint dans un style descriptif assez simple. Rapidement cependant, il a commencé à utiliser l'aérographe, se concentrant sur la création de figures très déformées et confirmant sa tendance à exprimer sa vision de la société moderne en termes psychologiques. 
Kōzō Mio a reçu le Grand Prix de la Biennale de l'Exposition Internationale de Peintures Figuratives.
Il est un artiste bien connu de la technique à l'aérographe (il a créé cette technique) qui a appliqué un pigment acrylique à l'aérographe sur la surface plaquée de la toile. Ses œuvres d'art sont exposées au National Museum of Modern Art, Tokyo, au National Museum of Modern Art, Kyoto, au National Museum of Art, Osaka, à la National Gallery of Modern Art - New Delhi, New Delhi.